# Африканское право
Африка́нское пра́во или африка́нская правова́я семья́ — термин, часто используемый в сравнительном правоведении, обозначающий совокупность действующих национальных правовых систем на Африканском континенте.
На сегодняшний день в Африке существует  более 50 государств, каждое из которых имеет свою национальную правовую систему. Африканская правовая семья состоит из различных по своему историческому развитию правовых систем государств Африки, где тесно переплетаются обычное право, мусульманское право, а также право бывших колонизаторов — романо-германское или англосаксонское. Ввиду этого в сравнительном правоведении африканское право относят к смешанным правовым системам.
Историческое развитие права стран Африки включает в себя три больших этапа:
- Этап первичного (обычного) доколониального права,
- Этап колониального права,
- Этап постколониального права (современный).

## Этап доколониального (обычного) права
В этот первый этап родилось и развивалось традиционное (племенное), а также мусульманское право в странах к северу от Сахары. Спецификой африканского обычного права является то, что оно является не правом индивидов, а правом сообществ. Это видно в каждой отрасли права.
Исторически известно два типа судов, которые действовали в Африке для разрешения конфликтов. Первым из них является арбитраж, вторым — суд с соблюдением всех процессуальных формальностей. В традиционных африканских обществах без центральной власти (отсутствие вождя) споры, как правило разрешались с помощью арбитража и переговоров в конкретной общине. В случае возникновения конфликтов по поводу брака, опеки над детьми, наследства, землепользования и других схожих прав и обязательств, то для их улаживания приглашались старейшины и иные лица, пользующиеся широким авторитетом в общине. В случае, если тяжущиеся стороны были соседями в одной общине, то арбитраж и переговоры проводили уже лидеры данного клана.
Суды второго типа, соблюдающие все процессуальные формальности, действовали там, где была сформирована централизованная политическая власть. Данные суды, как правило, выстраивали классическую судебную иерархию, в соответствии с которой решения низших судов обжаловались в высших.
В эпоху господства обычного права центральное место занимали вопросы связанные с личным статусом: семья, земельная собственность и вопросы, касающиеся наследства. Под браком в обычном праве, понимается не столько союз между мужчиной и женщиной, сколько соглашение между двумя семейными кланами. Именно они улаживают все вопросы, касающиеся сватовства жениха и невесты, размера приданого, и любых разногласий между мужем и женой, включая развод.
Обычное право давало возможность мужчинам иметь одновременно несколько жён, то есть юридически повсеместно была закреплена полигамия. При этом каждая невеста подлежала выкупу у её семьи — это свидетельствует о том, что брак в обычном праве является сделкой.
Спецификой обычного права является то, что ответственность несут группы людей или общины, то есть ответственность семьи или группы родственников за проступки её отдельных членов. Современные субъективное право и юридическая ответственность прямо противоположны традициям обычного права.
В традиционных обществах собственником земли является не физическое лицо (индивид), а группа. Индивид может иметь право пользоваться землёй, но право собственности на землю остаётся за общиной или группой. Такие вопросы как распоряжение землёй, пользование ею, решались правителями данных социальных групп.

## Этап колониального права
Данный этап начинается с первой половины XIX века, когда ведущие на тот момент европейские страны стали проводить политику колонизации африканского континента и принесение в данные регионы своего европейского (колониального) права, которое стало действовать в регионах, которыми владели те или иные страны-колонизаторы. Постепенно, с течением времени, влияние права колониальных держав становилось доминирующим. Почти вся Африка оказалась под властью европейских держав.
Колониальные державы (британская, французская, португальская, бельгийская, германская и итальянская) делали попытки закрепить в своих африканских колониях право, действовавшее в тот момент в метрополии, а также построить систему правосудия, схожую со своей системой. Однако закрепление колониального права, происходило по-разному в каждой стране Африки, так как каждая держава-колонизатор внедряла в своей колонии свою модель права, которая была выработана и развита в метрополии. Так, например, французское право действовало во Французской Африке и на Мадагаскаре; определённые черты бельгийского права в Конго и Руанде-Урунди; португальское право имело распространение в Анголе, Мозамбике и Гвинее-Бисау; англосаксонское общее право — во всех колониях Великобритании; романо-германское право смешанное с английским общим правом, — в Южной Африке.
В ряде стран Африки прижился судебный прецедент, в основном в английских колониях. Однако африканское прецедентное право имело существенные отличия от прецедентного права бывшей метрополии.
В эпоху колониализма, страны-колонизаторы проводили политику внедрения своего права и своих правовых институтов в принадлежащим им колониях. Вместе с тем, распространение своего колониального права не было абсолютным, так как предпринимались в том числе попытки сохранения самобытного африканского обычного права и прежнего судопроизводства, в той части, которая не противоречила интересам стран-колонизаторов. Подобная колониальной экспансия в странах африканского континента привела к возникновению так называемой двойной или дуалистической системы права, в которой наряду с правом колонизаторов продолжало действовать старое обычное африканское право. Колониальное право, как правило, регулировало вопросы, связанные с административным, торговым и уголовным правом. Традиционное африканское право регулировало вопросы землевладения, семейного и наследственного права (вопросы личного статуса). Также выделялся и дуализм судебной системы. Действовали как и колониальные суды с судьями, получившими образование в Европе и применявшими в спорах право метрополии и колониальное законодательство, так и с другой стороны продолжали действовать местные суды, опиравшиеся на обычное право.
По мнению авторитетного исследователя А.Х. Саидова, в колониальный период произошёл постепенный уход от традиционных способов разрешения споров и началось формирование собственной судебной системы по образцу метрополии, в которых разбирательство осуществлялось в большинстве случаев, основываясь на европейских нормах, а не на обычном праве; также в этот период сформировалось писанное законодательство, а некоторые варварские обычаи были вовсе запрещены (рабство, членовредительство и др.).

## Современный этап
На этом этапе происходит формирование современных правовых систем независимых африканских государств (эпоха постколониального права).
Данный этап развития африканского права характеризуется началом приобретения государствами Африки своей национальной независимости (массово с 60-х годов XX века). Сначала, после приобретения независимости африканскими странами, сохранялись почти все без изменений прежние принципы, законы и другие нормативные акты бывших колонизаторов. В отдельных странах до сих пор сохраняется уголовное право, основанное на английском праве (в основном, в бывших  английских колониях). Вместе с тем, стала развиваться и своя национальная правовая система стран Африки со своей национальной спецификой. Обычное право сохранилось лишь в ограниченном виде в тех местностях, где оно в модифицированном виде получило законодательное закрепление и стало уже неотъемлемой частью единой правовой системы.
Во многих независимых государствах Африки нормы обычного права доколониальной эпохи по-прежнему имеют большое влияние в общественной жизни на бытовом уровне. Их полное вытеснение из сферы правового регулирования является весьма сложным и длительным процессом. Вместе с тем в последнее время обычное право постепенно перестаёт регулировать ряд общественных отношений, а национальное законодательство независимых государств наоборот расширяет круг своего воздействия.
17 октября 1993 года в Порт-Луи (Маврикий) был подписан Договор о гармонизации коммерческого права в Африке. Данный договор устанавливает единые нормы, которые обязаны применять присоединившиеся страны, в частности, касающиеся общих положений торгового права, способов обеспечения обязательств, арбитража, и многие другие. Создано несколько органов, в том числе постоянный секретариат, суд справедливости и арбитраж, образована Высшая региональная школа магистратуры.